# دهدشت (دلغان)
دهدشت (بالفارسية: دهدشت) هي قرية تقع في قسم هوديان الريفي (مقاطعة دلغان) في إيران. يقدر عدد سكانها بـ 150 نسمة بحسب إحصاء 2016.